# Henrik Sillem
Henrik Sillem (Amsterdam, 12 d'agost de 1866 – Courmayeur, Itàlia, 13 de juliol de 1907) va ser un advocat, tirador i alpinista neerlandès.

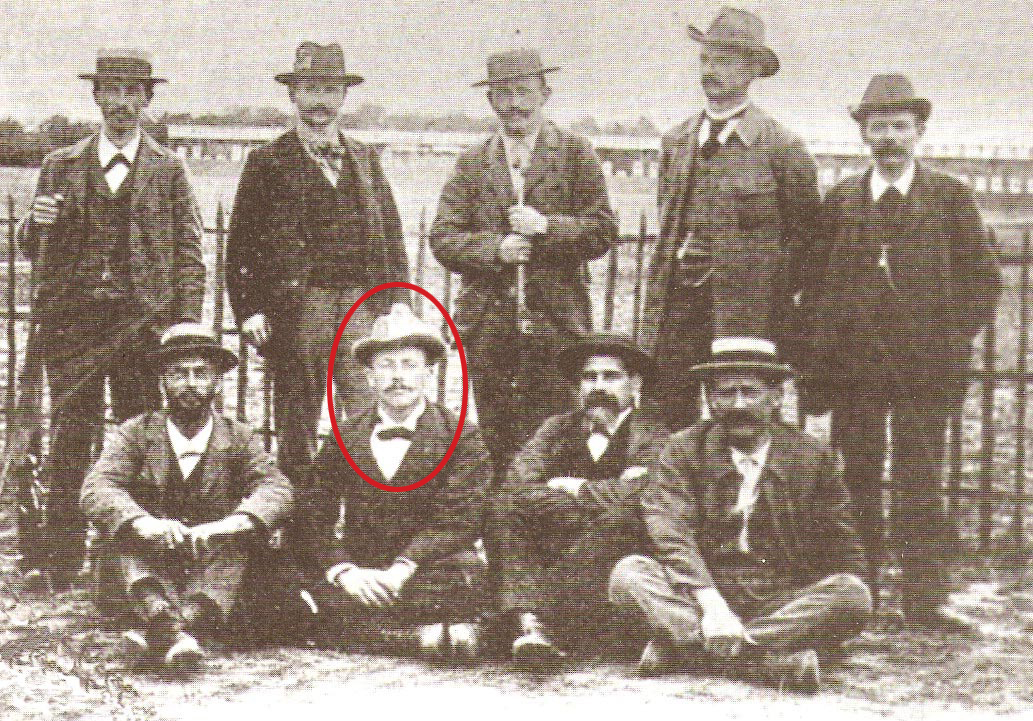
Henrik Sillem

Fill del banquer Johann Gottlieb Sillem, de la banca Hope & Co., va estudiar dret a la Universitat d'Amsterdam, on es graduà el 8 maig de 1891. Pocs dies més tard es casà, però el 1897 es divorcià. Sillem va treballar a Amsterdam com a advocat i assessor legal i fiscal. Juntament amb el seu amic Solko van den Bergh i el francès François Monod, Sillem va ser responsable de la disputa dels primers Campionats del món de tir que es van diputar a Lió el 1897. Tres anys més tard Sillem va prendre part en els Jocs Olímpics de París, en què disputà set proves del programa de tir olímpic i guanyà la medalla de bronze en la prova de pistola militar per equips, junt a Solko van den Bergh, Antonius Bouwens, Dirk Boest Gips i Anthony Sweijs.

El març de 1906, juntament amb Peter Graham, va fer la primera ascensió de l'aresta oest del mont Cook, a Nova Zelanda. El juliol de 1907 va morir de resultes d'una caiguda en el descens del mont Blanc.